# Diplosphaerella
Diplosphaerella es un género de foraminífero bentónico de estatus incierto, tal vez un radiolario, aunque inicialmente considerado perteneciente a la familia Saccamminidae, de la superfamilia Saccamminoidea, del suborden Saccamminina y del orden Astrorhizida. Su especie tipo es Diplosphaerella ramosa. Su rango cronoestratigráfico abarca el Noriense (Triásico superior).

## Discusión
Clasificaciones previas hubiesen incluido Diplosphaerella en la superfamilia Astrorhizoidea, así como en el suborden Textulariina del orden Textulariida.

## Clasificación
Diplosphaerella incluye a las siguientes especies:
- Diplosphaerella radiata †
- Diplosphaerella ramosa †
- Diplosphaerella reducta †